# Lestoidea lewisiana
Lestoidea lewisiana là loài chuồn chuồn trong họ Lestoideidae. Loài này được Theischinger miêu tả khoa học đầu tiên năm 1996.